# Clayton, Quận Winnebago, Wisconsin
Clayton là một thị trấn thuộc quận Winnebago, tiểu bang Wisconsin, Hoa Kỳ. Năm 2010, dân số của thị trấn này là 3.864 người.

## Địa lí
Theo Cục Thống kê Dân số Hoa Kỳ, thị trấn có tổng diện tích là 94.3 km², với 94.0 km² là đất và 0.3 km², hay 0.33%, là nước.